# خرچنگ گوشه‌گیر آکادی
خرچنگ گوشه‌گیر آکادی (نام علمی: Pagurus acadianus) نام یک گونه از بالاخانواده خرچنگ گوشه‌گیر است.